# Несправжня гадюка
Несправжня гадюка (Psammodynastes) — рід неотруйних змій з родини Вужеві. Має 2 види.

## Опис
Загальна довжина представників цього роду коливається від 60 до 75 см. Мають розширену у задній частині голову, яка є практично трикутною та сплощеною. Очі великі з вертикальними зіницями,  виступають над поверхнею голови. Наділені 2—3 зубами у передній частині верхньої щелепи й стількома ж у задній. Вони помітно збільшені й нагадують ікла. 

## Спосіб життя
Полюбляють тропічні вологі біотопи. Пересуваються по землі або чагарникам, добре лазять по деревах. Активні вночі. Харчуються ящірками та гризунами. Ці змії неотруйні, але у моменти небезпеки згортаються на кшталт гадюк, роблять кидки з відкритою пащею.
Це яйцекладні змії.

## Розповсюдження
Мешкають у південній, південно-східній Азії.

## Види
- Psammodynastes pictus
- Psammodynastes pulverulentus